# أوليفر وايت (لاعب كرة قدم)
أوليفر وايت (بالإنجليزية: Oliver Whyte) هو لاعب كرة قدم نيوزيلندي، ولد في 20 يناير 2000 في ويلينغتون في نيوزيلندا.